# Парламентские выборы на Сейшельских Островах (2016)
Парламентские выборы на Сейшельских Островах проходили с 8 по 10 сентября 2016 года. В выборах участвовали три политические партии и три независимых кандидата, которые претендовали на 25 мест в Национальной ассамблее, избираемых в ходе прямого голосования. В результате победу одержала оппозициопнная коалиция Сейшельский демократический союз, получившая в сумме 19 из 33 мест парламента страны. Впервые с 1993 года правящая Народная партия не получила большинство мест парламента.

## Избирательная система
Депутаты Национальной ассамблеи Сейшельских Островов избираются двумя способами: 25 депутатов избираются по одномандатным округам по системе простого большинства, а оставшиеся 10 мест распределяются среди политических партий пропорционально доли полученных голосов: за каждые 10% полученных голосов партия получает 1 место парламента.

## Кампания
Четыре оппозиционные партии страны (Сейшельская национальная партия, Сейшельский альянс, Сейшельская партия социальной справедливости и демократии и Сейшельская объединённая партия) после своего бойкота предыдущих выборов 2011 года сформировали коалиционный Сейшельский демократический союз для участия в выборах 2016 года. На выборах 2011 года в результате бойкота оппозицией Народная партия заняла все из 31 мест парламента.
Кроме этого новое Сейшельское патриотическое движение выдвинуло 23 кандидата, а три кандидата участвовали как независимые.
Сейшельский демократический союз предлагали провести реформы по демократизации политической жизни, выступали за достижение национального единства, защиту окружающей среды и культурного наследия.

## Результаты
| Партия                                                                              | Голоса | %     | Места      | Места                | Места | Места |
| Партия                                                                              | Голоса | %     | По округам | По партийным спискам | Всего | +/–   |
| ----------------------------------------------------------------------------------- | ------ | ----- | ---------- | -------------------- | ----- | ----- |
| Сейшельский демократический союз                                                    | 30 444 | 49,59 | 15         | 4                    | 19    | +19   |
| Народная партия                                                                     | 30 218 | 49,22 | 10         | 4                    | 14    | –17   |
| Сейшельское патриотическое движение                                                 | 602    | 0,98  | 0          | 0                    | 0     | новая |
| Независимые                                                                         | 128    | 0,21  | 0          | 0                    | 0     | 0     |
| Недействительных/пустых бюллетеней                                                  | 1547   | –     | –          | –                    | –     | –     |
| Всего                                                                               | 62 939 | 100   | 25         | 8                    | 33    | +2    |
| Зарегистрированных избирателей/Явка                                                 | 71 932 | 87,50 | –          | –                    | –     | –     |
| Источник: Seychelles News Agency Архивная копия от 9 ноября 2016 на Wayback Machine |        |       |            |                      |       |       |